# Панонія (Воєводина)
Панонія (серб. Панонија) — село в Сербії, належить до общини Бачка-Топола Північно-Бацького округу в багатоетнічному, автономному краю Воєводина.

## Населення
Населення села становить 804 особи (2002, перепис), з них:
- серби — 462 — 57,89%;
- мадяри — 147 — 18,42%;
- чорногорці — 48 — 6,01%;

Решту жителів  — з різних етносів, зокрема: хорвати, бунєвці, німці і здесяток русинів-українців.